# Albanologia

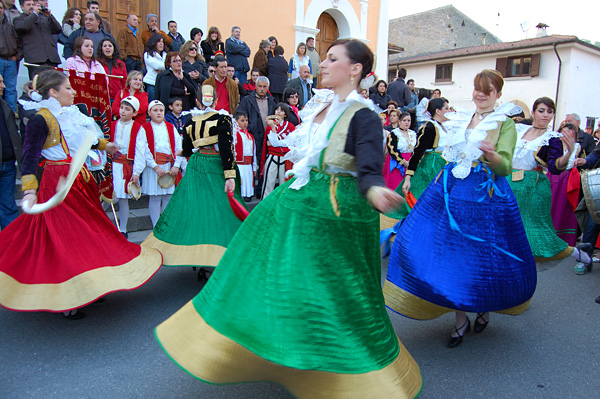
Danza popolare albanese di Civita, Calabria, Italia

L'albanologia è una branca interdisciplinare delle discipline umanistiche che si occupa della lingua, del costume, della letteratura, dell'arte, della cultura e della storia degli albanesi. All'interno degli studi vengono utilizzati i metodi scientifici della letteratura, della linguistica, dell'archeologia, della storia e della cultura. Tuttavia la lingua albanese è il principale punto di ricerca degli studi.

## Studi

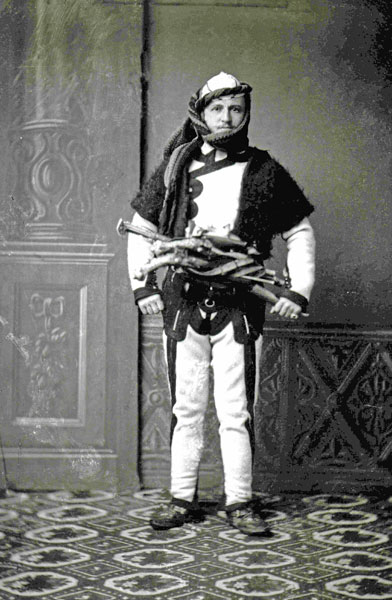
L'austriaco Theodor Ippen a Scutari con il costume tradizionale. (1900)

Johann Erich Thunmann nel XVIII secolo fu probabilmente il primo albanologo. Sostenne la teoria dell'autoctonia degli albanesi e presentò anche la teoria dell'origine illirica. In seguito Gustav Meyer dimostrò che la lingua albanese faceva parte della famiglia indoeuropea.
Nel XX secolo tali studi furono approfonditi da Norbert Jokl, Milan Šufflay e Franz Nopcsa von Felső-Szilvás, nonché da Karl Reinhold ed Eqrem Çabej.
Gli studi di albanologia furono maggiormente sostenuti istituzionalmente in Albania a partire dal 1940 con l'apertura del Regio Istituto degli Studi Albanesi, che aveva preceduto l'Accademia delle Scienze dell'Albania, aperta nel 1972. Nel frattempo, negli anni '60, fu ricostruito anche l'Istituto Albanologico di Pristina in Kosovo, allora parte della Jugoslavia. L'istituto nasce dal suo nucleo fondato nel 1953.

## Albanologi più importanti
- Giorgio Guzzetta (1682-1756)
- Paolo Maria Parrino (1711-1765)
- Nicolò Chetta (1741-1803)
- Johann Erich Thunmann (1746–1778)
- Giuseppe Crispi (1781–1859)
- Johann Georg von Hahn (1811-1869)
- Girolamo de Rada (1814–1903)
- Demetrio Camarda (1821-1882)
- Vinkentij Makušev (1837-1883)
- Gustav Meyer (1850-1900)
- Lajos Thallóczy (1854–1916)
- Theodor Anton Ippen (1861-1935)
- Edith Durham (1863-1944)
- Carl Patsch (1865-1945)
- Nicola Iorga (1871-1940)
- Gjergj Pekmezi (1872–1938)
- Norbert Jokl (1877-1942)
- Franz Nopcsa von Felső-Szilvás (1877-1933)
- Milano Šufflay (1879-1931)
- Marie Amelie von Godin (1882-1956)
- Massimiliano Lambertz (1882-1963)
- Marco La Piana (1883–1958)
- Margaret Hasluck (1885-1948)
- Henrik Baric (1888-1957)
- Giuseppe Valentini (1900-1979)
- Eqrem Çabej (1908-1980)
- Namik Resuli (1908-1985)
- Georg Stadtmuller (1909–1985)
- Francesco Solano (1914-1999)
- Idriz Ajeti (1917–2019)
- Eric P. Hamp (1920–2019)
- Shaban Demiraj (1920-2014)
- Antonino Guzzetta (1922-2017)
- Hermann Ölberg (1922-2017)
- Martin Camaj (1925-1992)
- Aleksandar Stipcevic (1930–2015)
- Peter Schubert (1938-2003; ultimo ambasciatore della Germania dell'Est a Tirana)
- Kolec Topalli (1938-2018)
- Leonardo Maria Savoia (nato nel 1948)
- Robert Elsie (1950-2017)
- Vladimir Orel (1952-2007)
- Brian Joseph (nato nel 1951)
- Francesco Altimari (nato nel 1955)
- Matteo Mandalà (nato nel 1958)
- Marko Snoj (nato nel 1959)
- Oliver Schmitt (nato 1973)
- Ranko Matasovic (nato nel 1968)
- Joachim Matzinger (nato nel 1968)
- Bernd Jürgen Fischer (nato nel 1952)
- Albert Doja (nato nel 1957)
- Bardhyl Demiraj (nato nel 1958)